# 一加手机8
一加手机8/8 Pro（英語：OnePlus 8/8 Pro）是由一加生产，基于Android系统的一款智能手机，于2020年4月14日发布。

## 技术规格

### 设计
与前几代一加手机相同，8和8 Pro在正面和背面均使用了阳极氧化铝框架和弧形大猩猩玻璃。两款手机的前置摄像头均为在屏幕左上角的一个圆形切口，8 Pro取代了7 Pro和7T Pro的弹出式摄像头。摄像头模块与7 Pro和7T Pro相似，从后盖处略微突出。在8上，双LED闪光灯位于摄像头下方，而在8 Pro上，长焦摄像头，激光自动对焦和双LED闪光灯都位于摄像头的左侧。8系是第一款支持IP68级防水的一加手机。8 Pro支持防水，而8。二款手机均配有黑镜（Onyx Black）（光泽）、青空（Glacial Green）（哑光）配色，而各自还将拥有独特配色：8将配有银翼（Interstellar Glow）（光泽）而8 Pro将配有蓝调（Ultramarine Blue）（哑光）。一加手机8 Verizon定制版（OnePlus 8 5G UW）将拥有“Polar Silver”（哑光）配色。

### 硬件
8和8 Pro均搭载高通骁龙865处理器以及Adreno 650图形处理器，并配备了8/12GB RAM及128/256GB不可扩展UFS 3.0存储。8采用了LPDDR4X，而8 Pro采用了更快，更高效的LPDDR5。两款机型均使用支持HDR10+的AMOLED屏幕。8的屏幕与7T相同，配备了一块6.55英寸（166.4mm）的1080p屏幕，长宽比20:9，刷新率90Hz；8 Pro的屏幕为6.78英寸（172.2毫米）的1440p屏幕，长宽比19.8:9，刷新率120Hz。8 Pro的屏幕具有类似于苹果原彩显示的“自适应显示”功能以及运动补偿（MEMC）选项，它类似于高端电视上的“流畅运动”。MEMC可与支持的应用程序和游戏配合使用，分析至少每秒24帧的镜头并进行插值，使其以更高的帧率播放。8 Pro也是首批能够使用30位元显示10亿色的智能手机之一。两款机型都含有立体声扬声器，具有主动降噪功能，但仍未提供耳机插口。8的电池容量增加到了4300 mAh，而8 Pro增加到了4510 mAh。二者支持30W快速充电，而8 Pro支持30W无线充电和反向无线充电。生物识别选项包括光学（屏下）指纹传感器以及面部识别。

#### 相机
8和8 Pro有着不同的相机系统来加以区分。8的相机配置包括4,800万像素索尼IMX586广角镜头、1,600万像素索尼IMX471超广角镜头以及200万像素微距镜头；8 Pro的相机配置包括4,800万像素索尼IMX689传感器定制广角镜头、4,800万像素索尼IMX586超⼴角镜头、800万像素长焦镜头以及一个额外的500万像素“彩色滤镜”摄像头，它可在标准拍摄模式下启用一种或两种色彩的滤镜。8的广角镜头与7T系列的索尼IMX586相同，而8 Pro的广角镜头是更新的索尼IMX689。与7T不同的是，8没有配备长焦镜头，因此此为8 Pro所独有。8 Pro的超⼴角镜头将分辨率从1,600万像素提高到了4,800万像素，但其长焦镜头并未获得重大升级。一加还声称8 Pro的三重麦克风阵列使用了诺基亚OZO音频采集技术，该技术将用于音频3D，音频缩放和音频挡风玻璃。两款手机的前置摄像头均使用1,600万像素镜头。

### 软件
8和8 Pro将搭载基于Android 10的氢OS 10（海外版：氧OS 10）。

### 网络兼容性
| 型号  | GSM频段                     | CDMA频段 | UMTS频段             | LTE频段 | 5G频段                                                                    |
| ----- | --------------------------- | -------- | -------------------- | --- | ------------------------------------------------------------------------- |
| 8     | 850 / 900 / 1800 / 1900 MHz | BC0, BC1 | 1, 2, 4, 5, 8, 9, 19 | FDD: 1, 2, 3, 4, 5, 7, 8, 12, 13, 17, 18, 19, 20, 25, 26, 28, 29, 30, 32, 66, 71 TDD: 34, 38, 39, 40, 41, 42, 46, 48 | FDD: 1, 2, 3, 5, 7, 28, 66, 71 TDD: 41, 78, 79 mmWave: 257, 258, 260, 261 |
| 8 Pro | 850 / 900 / 1800 / 1900 MHz | BC0, BC1 | 1, 2, 4, 5, 8, 9, 19 | FDD: 1, 2, 3, 4, 5, 7, 8, 12, 13, 17, 18, 19, 20, 25, 26, 28, 29, 30, 32, 66, 71 TDD: 34, 38, 39, 40, 41, 42, 46, 48 | FDD: 1, 2, 3, 5, 7, 28, 66, 71 TDD: 41, 78, 79                            |

8和8 Pro均采用了新的5G技术，连通性选项得到了改善，但是只有Verizon版即OnePlus 8 5G UW才能兼容超快毫米波网络。Verizon和T-Mobile将出售8，但不出售8 Pro。8 Pro仍将在网络上出售。

## 反响
一加手机8和8 Pro受到了广泛好评，尽管其曲面屏和价格受到了一些批评，但在设计，显示，性能和电池寿命等方面都受到了赞许。
《The Verge》为一加手机8评分8分（满分10分），《CNET》评分8.7分（满分10分），《Digital Trends》评分3分（满分5分）。来自《The Verge》的乔恩·波特（Jon Porter）表示8是“绝对具有Android旗舰性能的手机”，并将其称为“明亮，充满活力和黄油般的顺滑”，但相机质量不如8 Pro；《Tom's Guide》和《CNET》也指出8缺少光学变焦，此外评论同样批评其缺少无线充电和防水功能。
《The Verge》为一加手机8 Pro评分8.5分（满分10分），《CNET》评分8.6分（满分10分），《Digital Trends》评分4分（满分5分）。来自《Tom's Guide》的马克·斯波瑙尔（Mark Spoonauer）表示：“如果想要一款高端手机，而又不会被三星或苹果1000美元以上的价格所震撼，总体而言，OnePlus 8 Pro无疑是最好的Android手机之一。”虽然相机被广泛称赞，但色彩滤镜镜头遭到了部分人的嘲笑，评论普遍认为其只是一个噱头。